# Grenzenloos samenwerken

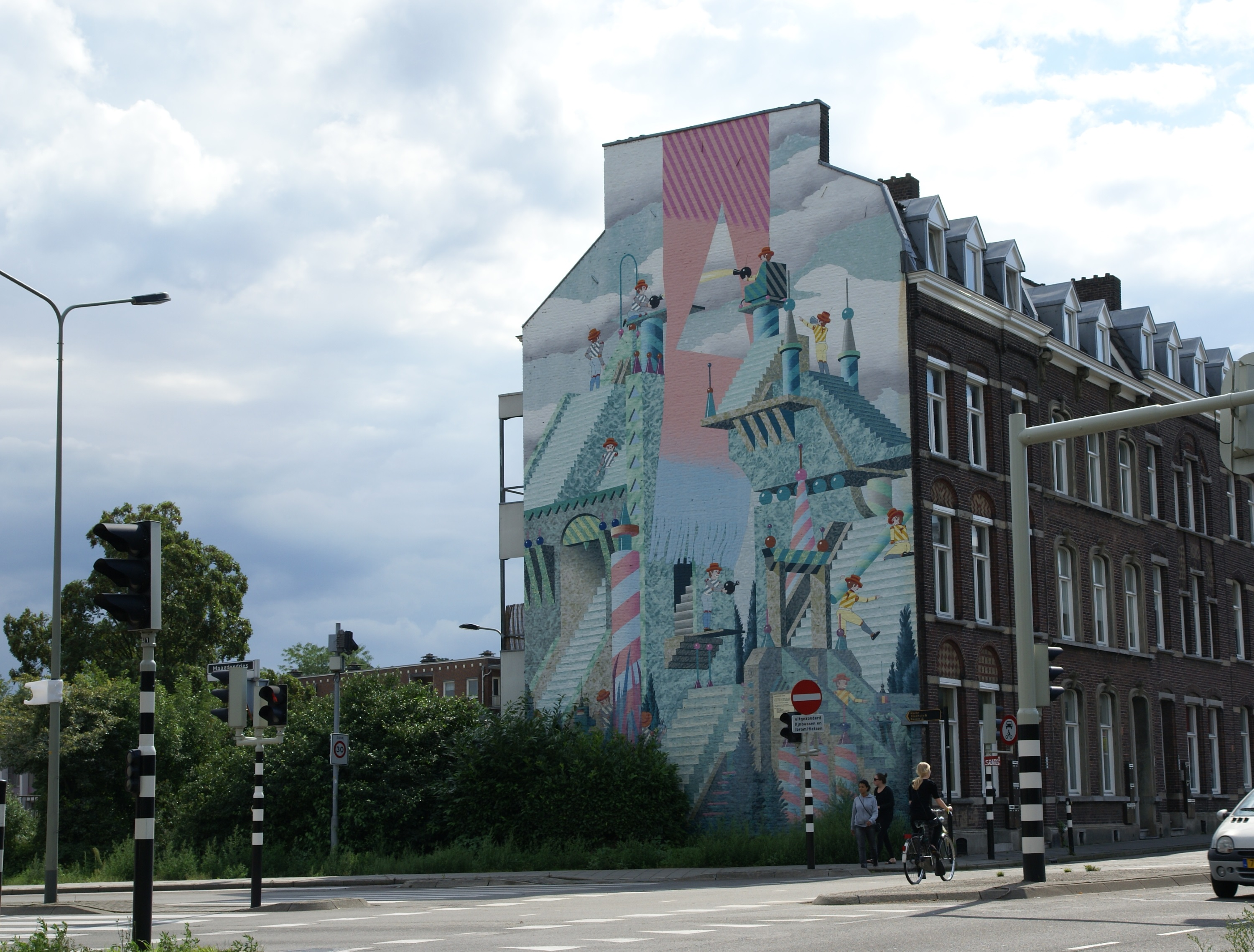
Grenzenloos samenwerken (1991) in 2010.

Grenzenloos samenwerken was een muurschildering uit 1991 van de Belgische kunstenaar Eddie van Hoef, die aangebracht was op de blinde zijgevel van de huizenrij aan de Statensingel op de hoek met de Maagdendries in het Statenkwartier te Maastricht. Tot het verplaatsen van de afrit van de Noorderbrug in 2017-2018 kwam veel verkeer dat van over de brug kwam, langs deze locatie.
Aanleiding tot het aanbrengen van de muurschildering was de 150-jarige scheiding van Nederlands en Belgisch Limburg in 1989. De scheiding werd in 1839 bepaald in het Verdrag van Londen.
Grenzeloos samenwerken toonde een kleurrijk schouwspel van Nederlandse en Belgische poppetjes in een doolhof van trappen. De muurschildering was vijftien meter hoog en tien meter breed.
Eind 2012 was er een woningcomplex, gelegen aan de Maagdendries, tegenaan gebouwd, waardoor de muurschildering niet meer te zien is. Als compensatie werd er in de entreehal van dat complex een detail van de originele muurschildering opnieuw aangebracht.